# Raab (vogtländisches Adelsgeschlecht)
Raab ist der Name eines erloschenen vogtländischen Adelsgeschlechts.
Die Familie ist von mehreren weiteren Adelsgeschlechtern Raab zu unterscheiden. Stammverwandtschaft wird hingegen mit den egerländischen von Nothaft angenommen.

## Geschichte
Das Geschlecht gehört zum vogtländischen Uradel und tritt seit dem ausgehenden 13. Jahrhundert gleichzeitig im Vogt- und Egerlande auf. Mit Johannes Rabe, vir nobilis, wurde die Familie 1298 zuerst urkundlich genannt und beginnt gleichzeitig auch ihre Stammreihe. Dieser tritt auch am 3. März 1302 als Iohannes Corvus de Mechtildegrune (= Mechelgrün) urkundlich in Plauen auf. Seit dem Ende des 14. Jahrhunderts ist die Familie nur noch im Vogtland, dort jedoch in mehreren Linien, benannt nach den jeweiligen Stammgütern Mechelgrün, Reusa, Neuensalz, Schloditz und Schneckengrün vertreten. Im 17. Jahrhundert konnte sich die Familie auch nach Brandenburg-Kulmbach ausbreiten. Zahlreiche Söhne der Familie dienten als Offiziere in der sächsischen Armee. Im 20. Jahrhundert erlosch das Geschlecht im Mannesstamm. Hans Heinrich Bernhard Raban von Raab, * Leipzig 26. Juli 1863, galt 1942 als verstorben; er hatte am 6. August 1898 Ida Antonie Danneberg, * Berlin 18. Dezember 1872, geheiratet.
Der Neffe und Adoptivsohn (letzteres ab 8. Mai, amtsgerichtlich bestätigt am 25. Juli 1925) der Olga Agnes von Raab (* Dresden 30. Januar 1861; † vor 1942) in Dresden, einer Tochter des Arno von Raab, * Dresden 31. März 1827, † (gefallen) bei Sedan 1. September 1870, königlich sächsischen Hauptmanns und Kompaniechefs, Hans Arno Erich Straube, * Döbeln 5. November 1892, Dr. jur. Oberkriegsgerichtsrat beim Gericht des XII. Armeekorps, kaiserlich deutschem Oberleutnant zur See a. D., 1942 zum Oberstkriegsgerichtsrat befördert, dann Oberstrichter; 1959 Amtsgerichtsrat in Neumünster, führte den Namen „von Raab-Straube“, welcher Name bis in die Gegenwart vertreten ist. Er war der Sohn der jüngeren Schwester seiner Tante und Adoptivmutter, von Linda Auguste von Raab, * Dresden 11. April 1863, und von Erich Rudolf Straube (* 26. August 1858; † 4. Dezember 1925), königlich sächsischen Hauptmanns und Kompaniechefs im 11. Infanterie-Regiment Nr. 139, nachmals Obersten und Kommandanten, zuletzt Generalmajors, die am 12. Dezember 1891 in Zwickau heirateten. Sein Vater Erich Straube war langjähriger Kommandant des Landwehr-Bezirks Bautzen, im Ersten Weltkrieg Kommandeur des Reserve-Infanterie-Regiments 244. Er wurde am 31. März 1920 aus dem Dienst entlassen.

## Angehörige
- Curt von Raab (1834–1908), sächsischer General der Infanterie und Historiker

## Wappen
Das Wappen ist von Schwarz und Gold zu vier Plätzen geteilt. Auf dem Helm mit schwarz-goldenen Decken ein natürlicher Rabe zwischen zwei wie der Schild bezeichneten Büffelhörnern.